# Parque nacional de las Islas Boucherville
Parque nacional de las Islas Boucherville (en francés: Parc national des Îles-de-Boucherville) es un parque nacional canadiense situado en el río San Lorenzo cerca de Boucherville, en la orilla sur de Montreal, en la provincia de Quebec. Incluye una cadena de islas que se utilizaban para la agricultura y otras actividades.  Tras la amenaza de la promoción inmobiliaria en la década de 1970, el gobierno de Quebec adquiere las islas y creó el parque en 1984.
El parque es administrado por el gobierno de Quebec y por la Sociedad de instalaciones al aire libre de Quebec (Société des établissements de plein air du Québec). El nombre viene de la ciudad que se encuentra a solo 400 metros de las islas, en la orilla sur del río, Boucherville que forma parte de 
Longueuil (aglomeración).
El parque nacional tiene una superficie de 8,14 km².  Las islas de Boucherville son parte del archipiélago de Hochelaga. 